# Miklóssi Ferdinánd Leó
Miklóssi Ferdinánd Leó (eredeti neve: Weisz, más írásmóddal: Miklóssy, Miklósi) (Budapest, 1889.  június 20. – Budapest, 1968. augusztus 4.) fa- és szénnagykereskedő, gazdasági szakértő, a két világháború közti időben a lengyel–magyar kapcsolatok kimagasló alakja, „spiritus rectora”.

## Élete
Apja, Weisz Márk (1859–1939) budapesti szénnagykereskedő, a VIII. kerületi Templomkörzet elnöke, a kőbányai hitközség alelnöke, a Pesti Izraelita Hitközség választmányi tagja volt. Édesanyja, Weisz Mária 1921-ben hunyt el. Nővérét, a 32 éves Fridát 1920-ban vesztette el. A tradicionális nemzeti és felekezeti szellemű család 1880-ban került a fővárosba a felvidéki Liptószentmiklósról. Családi vállalkozásukat, a Józsefvárosi pályaudvarnál működő Weisz és Vidor céget 1886-ban alapították. Édesanyja a haláláig részt vett ennek irányításában. 1935-ben, apja születésének 75., cége fennállásának 50. évfordulóján többen dicsérték a cég megbízhatóságát, hangsúlyozva, hogy ez volt az egyetlen, mely a Tanácsköztársaság idején szenet szállított a szabóknak.
Tanulmányait Budapesten a Kereskedelmi Akadémián végezte. 1905-től részt vállalt ifjúsági mozgalmakban, és a lengyel függetlenségért fellépő magyar törekvésekben. Már hallgatóként több ifjúsági politikai akciót, lengyel-magyar találkozót szervezett, ekkor újságíróként is tevékenykedett.
Fiatalabb éveiben többször került botrányba. 1910-ben egy lengyelországi úton incidensbe került Lánczy Simon hallgatóval, akivel párbajt vívott hazaérkezve. A párbaj után felhevülten inzultálta Nagy Józsefet is, Lánczy egyik segédjét, amelyből ugyancsak pisztolypárbaj kerekedett. Mindkét összecsapás sebesülés nélkül ért véget. Nagy egy másik párbaj ügyében is szerepelt, de csak mint tanú.
Közéleti pályája elején, az általa működtetett szervezetekben feltűnőn sok volt a baloldali és a szabadkőműves (Krejcsi Rezső, Soltész Adolf, Szatmári Mór és mások)).  Ugyanakkor nemzeti érzelmű volt, és később konzervatív vagy legitimista politikusokkal működött együtt, Nyáry Alberttel, Széchenyi Károllyal, id. Antall Józseffel, Andrássy Klárával, Szapáry Erzsébettel, ifj. Pallavicini Györggyel és másokkal. Vezető tisztségei ellenére általában másokra hagyta a sajtószereplést.
Polgári pályáján kezdetben tüzelő-nagykereskedéssel foglalkozott a Weisz és Vidor cégnél, de más kereskedelmi vállalatoknál is dolgozott mint társfőnök. Saját egyéni cége a Szabóky utca 58. számban működött. Itt intézte gyakran közéleti ügyeit is. Később ár- és piacszabályozási szakértő lett, a belkereskedelmi osztály vezetője a Kereskedelmi és Iparkamaránál.
A két világháború között, és a második világháború idején, számos megmozdulásban vett részt ötletadóként és szervezőként. A legnehezebb időkben saját költségén jelentette meg a magyarországi lengyelek újságját, a Lengyel–Magyar Kurírt, amelynek hosszú idő óta szerkesztője is volt. 1944. március 19-én a Gestapo több társával együtt letartóztatta, a Fő utcában raboskodott. Társai közül többen mártírhalált haltak (így Bajcsy-Zsilinszky Endre Sopronkőhidán, Palóczi Edgár és Kertész János mint munkaszolgálatos, ifj. Pallavicini György dachaui és szibériai raboskodás után, Andrássy Klára bombatámadás következtében Raguzában).
1945-től aktívan dolgozott tovább lengyel ügyekben, együttműködésben id. Antal Józseffel és Bevilaqua-Borsodi Bélával. 1947-ben Feliks Bronisław Jarosz lengyel országgyűlési képviselő, aki a világháború éveit Magyarországon vészelte át, neki köszönte meg a lengyel menekülteknek nyújtott magyar segítséget. Az után hagyott fel a közéleti munkával, hogy az 1949-es rákosista rendszerváltáskor ellehetetlenítették. Utolsó éveit a hangulatos Delej utcában élte le visszavonultan.
Felesége, Elza népszerű énekesnő volt, gyakran énekelt lengyel ünnepségeken, összejöveteleken.
Gyászjelentése csak feleségét és távolabbi rokonait említi, gyereke valószínűleg nem volt. Kőbányán, a Kozma utcai izraelita temetőben nyugszik. Sírját benőtte a borostyán, emlékét nem ápolják a mai lengyel szervezetek.
Bár a szocializmus éveiben egyesületei már nem működhettek, még a halálos ágyán is terveket szőtt a magyar–lengyel barátság továbbfejlesztéséről. „Nagy barátja volt Lengyelországnak, de soha nem tanult meg lengyelül.”

## Munkássága

### Kuruc Ifjak
1905-ben csatlakozott a Kossuth Szövetséghez, és megalakította a Kurucz Ifjak Társaságát, majd az évtized végén a Turul Szövetséget és a Magyar–Lengyel Bizottságot. E szervezetek hazafias érzelmű, ellenzéki, fiatalosan radikális szervezetek voltak.
1908-ban, Halottak napján, a Kuruc Ifjak Társasága alelnökeként alkalmi verset szavalt a Batthyány Mauzóleumnál.
1909 elején nyilatkozatot tett közzé az április 14-i függetlenségi nyilatkozat aláírásának 60. évfordulója alkalmából, a Kuruc Ifjak Társasága társelnökeként. Tavasszal, más szervezetekkel együtt, nyilvánosan megünnepelték Kossuth Lajos halálának 15. évfordulóját. Majd a Kuruc Ifjak 25 tagú küldöttségével felkereste Justh Gyulát, a képviselőház elnökét (aki díszelnöke volt a Társaságnak) annak érdekében, hogy alakuljon magyar nemzeti bank. A Társaság néhány nappal korábban, az Egyetem téri gyűlésén azt követelte, hogy a fiatalok „becsüljék meg a magyar kéz munkáját és követeljék a magyar árut mindenütt”, és hangoztatták, hogy „az ellenzéki koalíció hatalomra jutása ellenére a 12 pontból még mindig semmi sem valósult meg: nincs sajtószabadság, nincs vallásegyenlőség, nincs felelős független minisztérium, nincs önálló hadsereg és nincs önálló nemzeti bank sem”.
Nyár végén tüntetést szervezett a Mátyás-templomban rendezett Szent István napi ünnepen, együtt Nagy Józseffel, a Székely Ifjak elnökével, és Lánczy Simonnal, a bácskulai ifjúság elnökével. Amikor a templomban a katonazenekar játszani kezdte az osztrák császári himnuszt, a fiatalok a Kossuth-nótát kezdték énekelni, mire rendőrök támadtak rájuk, és letartóztatták őket az ünnep idejére.
Ősszel elindította a Turul Szövetség társaságot, hogy megteremtse a „magyar Szokolt”. A Sokol nacionalista, szlovák, illetve pánszláv mozgalom volt. Egyes erők ezt a magyar egységre nézve veszélyes lépésnek ítélték.
1910-ben hallgatótársaival megdobált egy küldöttséget, mely a kereskedelmi miniszterhez tartott. A rendőrség 100 korona pénzbüntetésre ítélte, és értesítette erről az iskoláját.

### Lengyel-ügy
1904-1906 folyamán politikai válságok rendítették meg Magyarországot és az egész világot. Az Országgyűlés egy éven át törvényt sem alkotott a kormányválságok miatt. 1905. szeptember 15-én többszáz fiatalból álló küldöttség érkezett a lengyel diákszövetség szervezésében Budapestre, hogy a lengyel függetlenség ügyének megnyerje a magyar társadalmat. Miklóssi és sok más kortársa ettől kezdve kezelte kiemeltként az ügyüket.
Első lépésben megalakította a rövid életű Turul Szövetséget. 1909–1913 között több magyar küldöttséget vezetett Lengyelországba a lengyel függetlenségi mozgalom ünnepségeire, társaival itthon állást foglaltak a lengyel állam önállóságának visszaállításáért.
1910-ben mozgalmat indítottak megünnepelni Lengyelországban az 1410. július 15-én lezajlott grünwaldi csata emlékét. A szervező bizottság tagjai rajta kívül Baranski Gyula, Barcsay Andor, Horváth Andor, Malonyay Tamás, Nyáry Albert, Szegheő Gábor, Szűcs Cucik Elemér és Wagner Károly volt.
1912-ben Nyáryval megalapította a Magyar–Lengyel Egyesületet, az egyesület azonban első rendes közgyűlését csak 1914-ben tartotta meg. Bizonytalan, hogy az egyesület mikor alakult meg, egyes források szerint már 1910-ben. Ehhez képest már 1906-ban is szóltak források ilyen nevű egyesületről, és egy hír szerint botrányos körülmények miatt a belügyminiszter 1912-ben feloszlatott egy Magyar–Lengyel Egyesületet a Magyar Sakkszövetséggel együtt. Az történhetett, hogy Nyáryval 1910-ben megalakították az egyesületüket, 1912-ig tagokat igyekeztek toborozni ezzel a névvel, majd a belügyminiszter feloszlatta őket, de újra megalakultak az évfolyamán. A botrány idején egyébként nem egyesületnek, hanem „előkészítő bizottságnak”, „Magyar–Lengyel Bizottságnak” nevezték magukat.
1913-ban, az 1863-as lengyel szabadságharc (januári felkelés) 50. évfordulóján ünnepi küldöttséget szervezett több vármegye, a felvidéki városok, a budapesti és kolozsvári egyetem és a felvidéki jogakadémiai ifjúság képviselőiből Lengyelországba. A szervezésben részt vett Bilinszky Viktor galíciai helytartó özvegye, Horánszky Gyula fővárosi bizottsági tag, Kovács-Karap Ernő volt országgyűlési képviselő, Nyáry Albert és Stadniczky László, a felkelés résztvevője.
1914-ben megalapították a Lengyel Katonai Bizottságot, amely ezer magyar önkéntest toborzott a porosz, osztrák és orosz (bolsevik) ellenségeivel harcoló Lengyel Légió számára.
1915-ben az egyesület körlevélben fordult a törvényhatóságokhoz, hogy követeljék Lengyelország függetlenségét az Országgyűlésnél. 16 vármegye és törvényhatósági jogú város meg is írta a maga levelét a törvényhozásnak, egyetértve a körlevélben foglaltakkal.
A kezdetektől a gazdasági ügyeket tekintette a magyar–lengyel kapcsolatok tartóoszlopának, illetve azt, hogy további szervezeteket hozzanak létre ügyszerinti feladatkörrel. Az 1920-as években ezen szervek megalapításán fáradozott.
1920-ban létrejött a Magyar–Lengyel Kereskedelmi Kamara a Magyar Kereskedelmi Csarnok segítségével.
1921-ben megalakult a Lengyel Légionisták Egyesülete, melynek fő célja a veteránok szociális segélyezése volt. Miklóssi még a harmincas években is rendszeresen hirdetett, hogy a kellő ellátást biztosítani tudja a régi katonáknak. Jeles eseményük volt, amikor 1933-ban felavatták a Lengyel sétányt és a Lengyel légionista emlékművét a Népligetben, közel a Józsefvárosi pályaudvarhoz és a Delej utcához.
1924-ben megalapították a Magyar Mickiewicz Társaságot, mely irodalmi, művészeti, történelemtudományi ügyekkel foglalkozott, és ami az akkori szellemi élet legjavát fogta egybe.
1932-ben megszervezték a Magyar–Lengyel Egyesületek Szövetségét, amely egyben integráció is volt a lengyelországi magyarbarát szervezetekkel. Az alapítás indokát az adta, hogy az évtized elején már számos lengyel szervezet működött Magyarországon, melyek között időnként éles rivalizálás folyt. A csúcsszerv első elnöke Klebelsberg Kuno lett, utódja titkára, Széchenyi Károly.
Ebből a szervezetből alakult 1939 szeptemberében a Lengyel Menekültügyi Bizottság. Munkájában Miklóssi is részt vállalt. A Bizottság több tízezer lengyel menekült Nyugatra szökését, magyarországi ellátását intézte táborok, iskolák fenntartásával, orvosi szolgálat működtetésével, de a Teleki-kormány és az emigráns, illetve lengyelországi lengyel szervek közötti kommunikációt is biztosította, hogy Magyarország elkerülje Németország rosszallását a hivatalos kapcsolatok fenntartása miatt. A Bizottság munkája révén „Magyarországon szinte minden társadalmi réteg megmozdult. A segítők között találjuk a Magyar Mickiewicz Társaság, a Magyar–Lengyel Főiskolai Diákszövetség, a Magyar–Lengyel Országos Cserkészkar, a Lengyel Légionisták Magyarországi Egyesülete stb., mintegy 18-féle társadalmi kör és szervezet tagjait, aktivistáit”, például a budapesti Pázmány Péter Tudományegyetemet, a Magyar Bírák és Ügyészek Egyesületét, valamint a Magyar Tanárok Országos Egyesületet. 1939-ben egyébként Magyar–Lengyel Jogászszövetség is működött.
Rendszerint az ő ötletei és szervezésében jelölték meg a magyarországi lengyel emlékhelyeket, állítottak fel köztéri szobrokat vagy emléktáblákat, vagy neveztek át közterületeket. Legjelentősebb ilyen munkája a később ikonikussá vált Bem József-szobor felállítása volt 1934-ben, a mai Bem téren, közadakozásból. A magyar–lengyel kapcsolatok jellege alapvetően megváltozott a lengyel–bolsevik háború és Trianon után. Míg korábban magyarok azért léptek fel, hogy a lengyel nemzeti függetlenség létrejöhessen, később azért, hogy a nemzetközi elszigeteltségbe került Magyarország barátra, szövetségesre leljen. Ezen törekvései ezt szolgálták.
1945 után továbbműködtette a Magyar–Lengyel Egyesületet, a Magyar–Lengyel Kereskedelmi Kamarát és a Légionisták Egyesületét. Sőt a Kurírt is Bevilaquával, Ungvári Jenővel közösen, részben magánvagyonuk felhasználásával. 1949-ben azonban az új, kommunista rendszer felszámolta a civil társadalom intézményeit, és ezek megszűntek.

### Giesswein-megemlékezés
Igyekezett életben tartani Giesswein Sándor író, keresztényszocialista politikus emlékét, aki maga is részt vállalt lengyel ügyekben. 1925-ben Vikár Bélával megemlékezést tartott Giesswein sírjánál a Kerepesi temetőben.

## Társasági tagságok
- Kurucz Ifjak Társasága és Turul Szövetség (elnök 1907–1912)
- Magyar–Lengyel Egyesület (titkár 1914, főtitkár 1915, elnök 1935)
- Lengyel Katonai Bizottság (alapító 1914)
- Magyar–Lengyel Kereskedelmi Kamara (alapító 1920)
- Lengyel Légionisták Egyesülete (alapító 1921)
- Magyar Mickiewicz Társaság (alapító 1924, később alelnök)
- Magyar–Lengyel Egyesületek Szövetsége (alapító 1934)
- Lengyel Menekültügyi Bizottság (alapító 1939)

## Külső kapcsolatok
- Nizalowski, Attila (2018. június 1.). „Miklóssi Leó Ferdinánd és társai emlékezete. A lengyel-magyar barátság ápolóiról a lengyel függetlenség 100. évfordulóján”. Mandiner. (Hozzáférés: 2024. december 2.)
- Nizalowski, Attila (2021. április 12.). „Rejtélyes halált halt a világháborúban az angolbarát Andrássy Klára”. Mandiner. (Hozzáférés: 2024. december 2.)